# Eugeniu Voinescu
Eugeniu Voinescu în unele documente și Eugen Voinescu (n. 26 mai 1842, Iași, Moldova – d. 6 mai 1909, București, România) a fost un om politic și pictor român.
Eugeniu Voinescu s-a născut în familia lui Iorgu Voinescu și a Smarandei, fiica Agăi Gheorghe Negruzi, nașa lui fiind Pulcheria Ghica. Familia l-a îndrumat spre a urma studii în drept și literatură. După primele studii la Atena, și-a continuat studiile la Paris. Aici s-a împrietenit cu pictorul realist Gustave Courbet care i-a stimulat interesul pentru pictură, în general, și pentru peisajul de observație directă, în special. În 1869, Eugeniu Voinescu a fost medaliat la Salonul de la Paris.
Principala sa activitate profesională a fost reprezentată de înalte demnități în stat, fiind succesiv consul general al țării la Budapesta (1879), Constantinopol (1882), și Odessa (1883-1888). La Odessa l-a cunoscut pe Ivan Aivazovski, alături de care s-a specializat în pictura marină, rafinându-și mijloacele expresive.
În 1889 a debutat cu o expoziție prezentată publicului la Salonul Ateneului Român din București.
Nicolae Iorga scria că Eugeniu Voinescu „...este singurul care a dat picturii românești marine studiate și pline de înțelegere, de poezie”, urmându-l pe I. K. Aivazovski, maestru al peisajului marin. Marea a fost reprezentată în zori, în apus, pe furtună, cu scene de naufragii, lupte pe mare, scene de pescuit etc. În pictura de șevalet, a creat și lucrări cu subiecte istorice, portrete și tipuri pitorești, scene de gen sau scene biblice.
Cu toate acestea, el a practicat pictura în special ca pe un hobby, nu ca un mijloc de a-și asigura veniturile necesare vieții.
Alături de Romeo Girolamo, Eugeniu Voinescu a participat și la pictarea unor biserici, precum Catedrala Sfântul Haralambie din Turnu Măgurele și biserica „Sfântul Nicolae-Vlădica“ din București.
Eugeniu Voinescu a fost unul dintre creatorii Școlii de Belle Arte de la București, căreia i-a fost și director. A fost și unul din cei 60 de membri fondatori ai Ateneului Român.

## In memoriam
La 28 ianuarie 2011, Romfilatelia a lansat o serie de 4 mărci poștale intitulată „Reproduceri de artă - Picturi ce aparțin tezaurului Băncii Naționale a României“. Pe timbrul cu valoarea nominală de 2,10 lei este ilustrată compoziția Marină, realizată de Eugeniu Voinescu.

## Galerie imagini

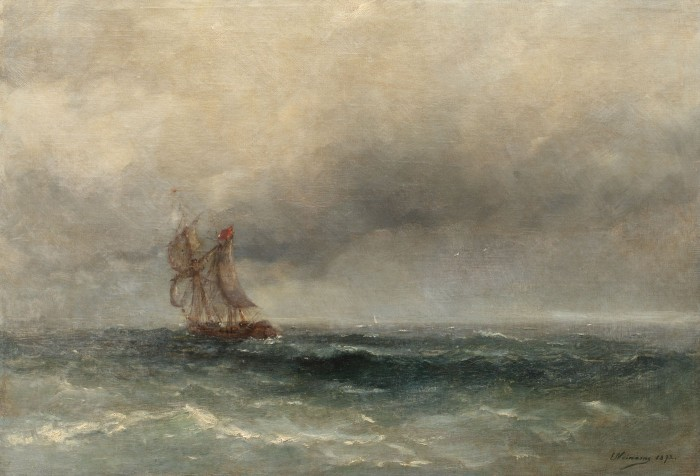
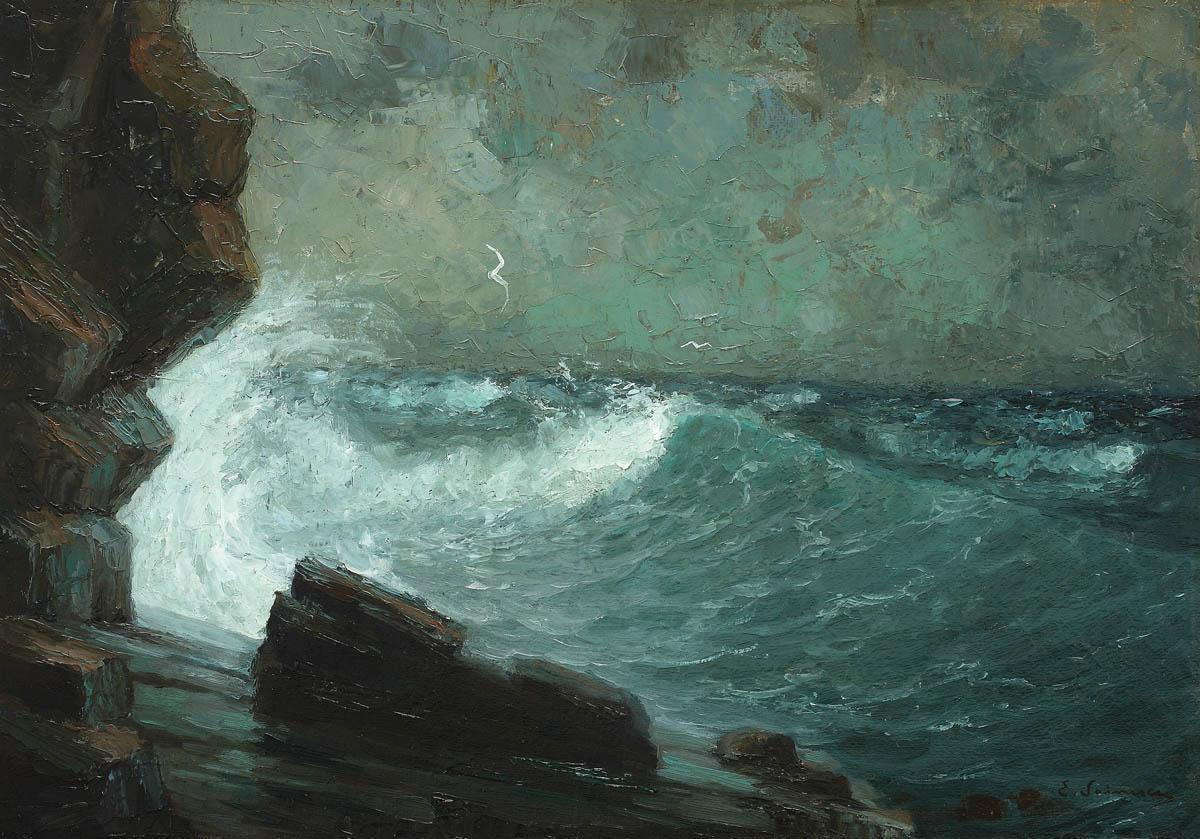
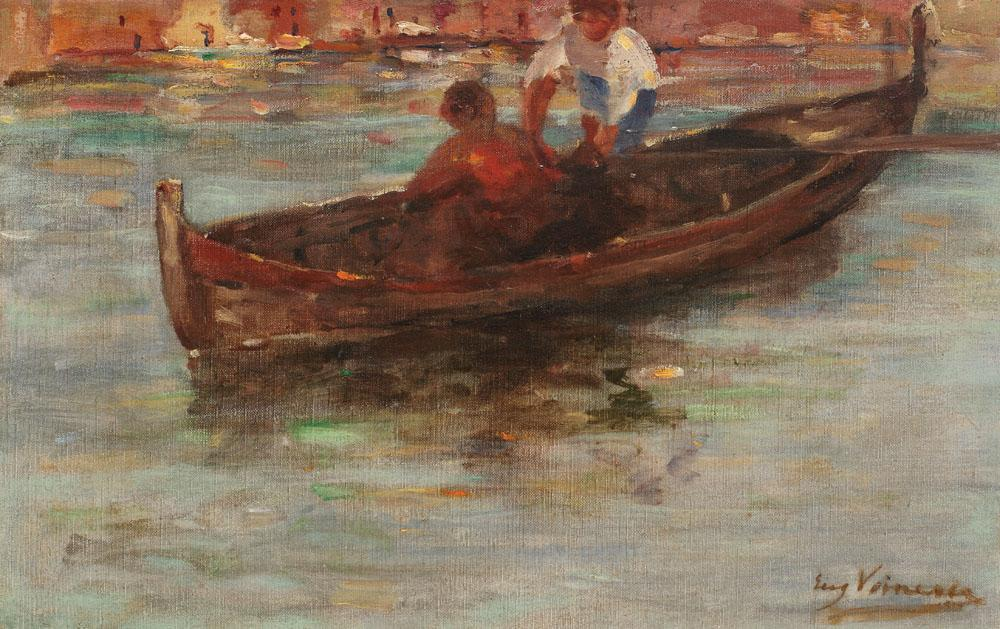
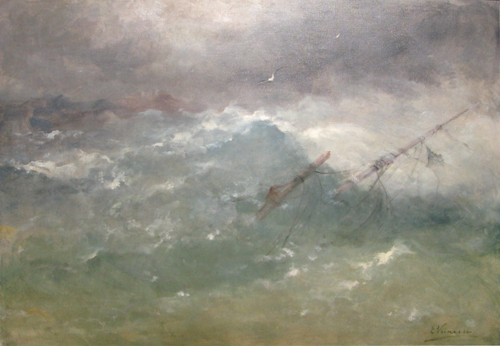
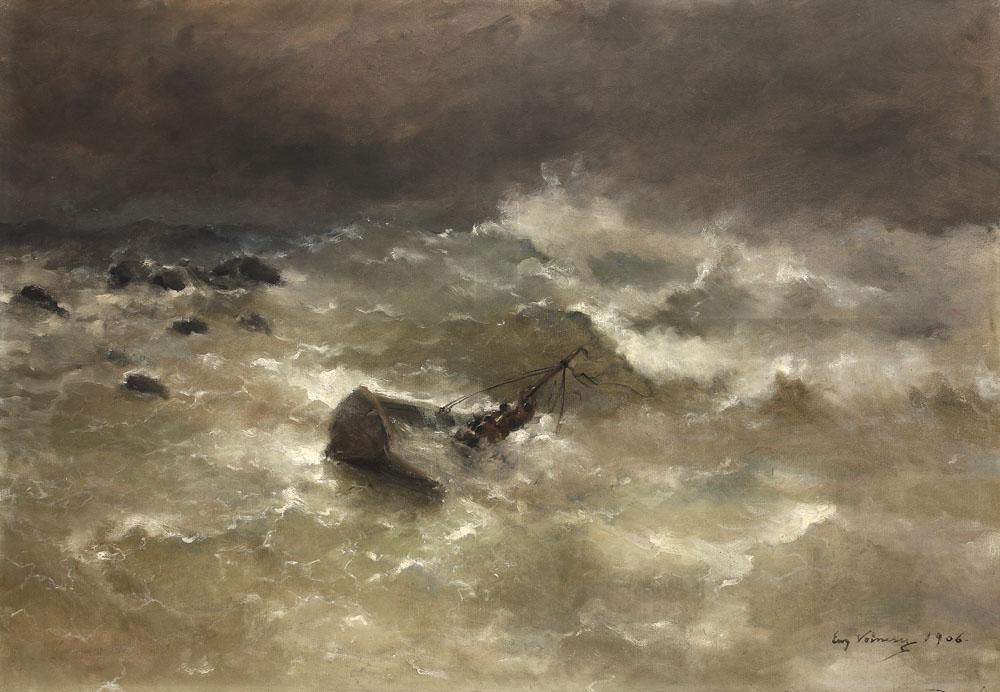
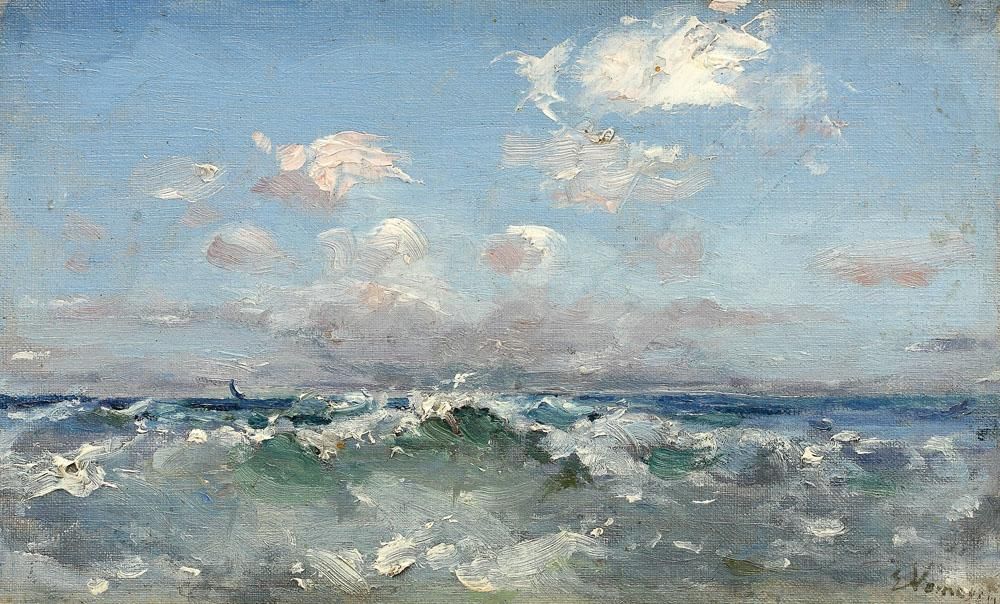
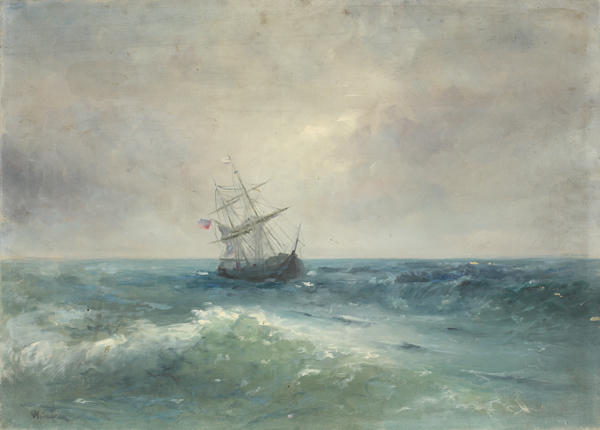
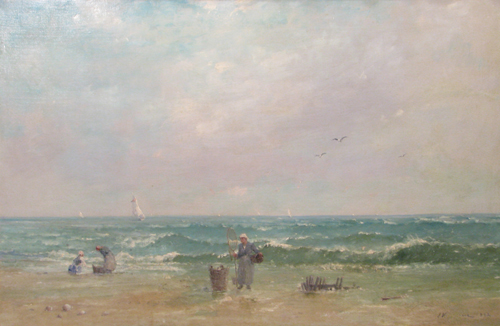
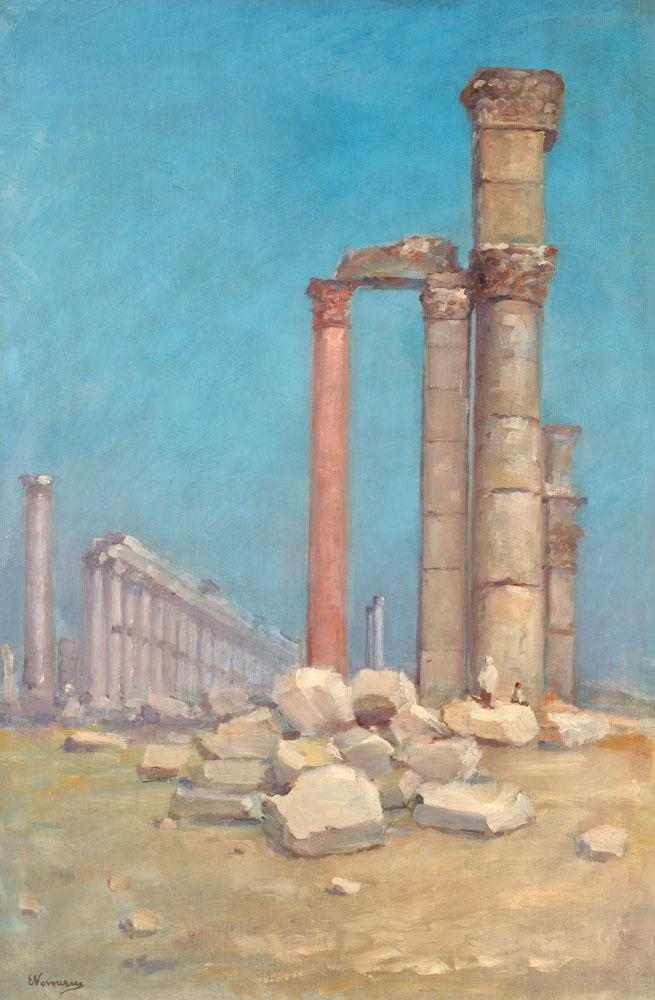
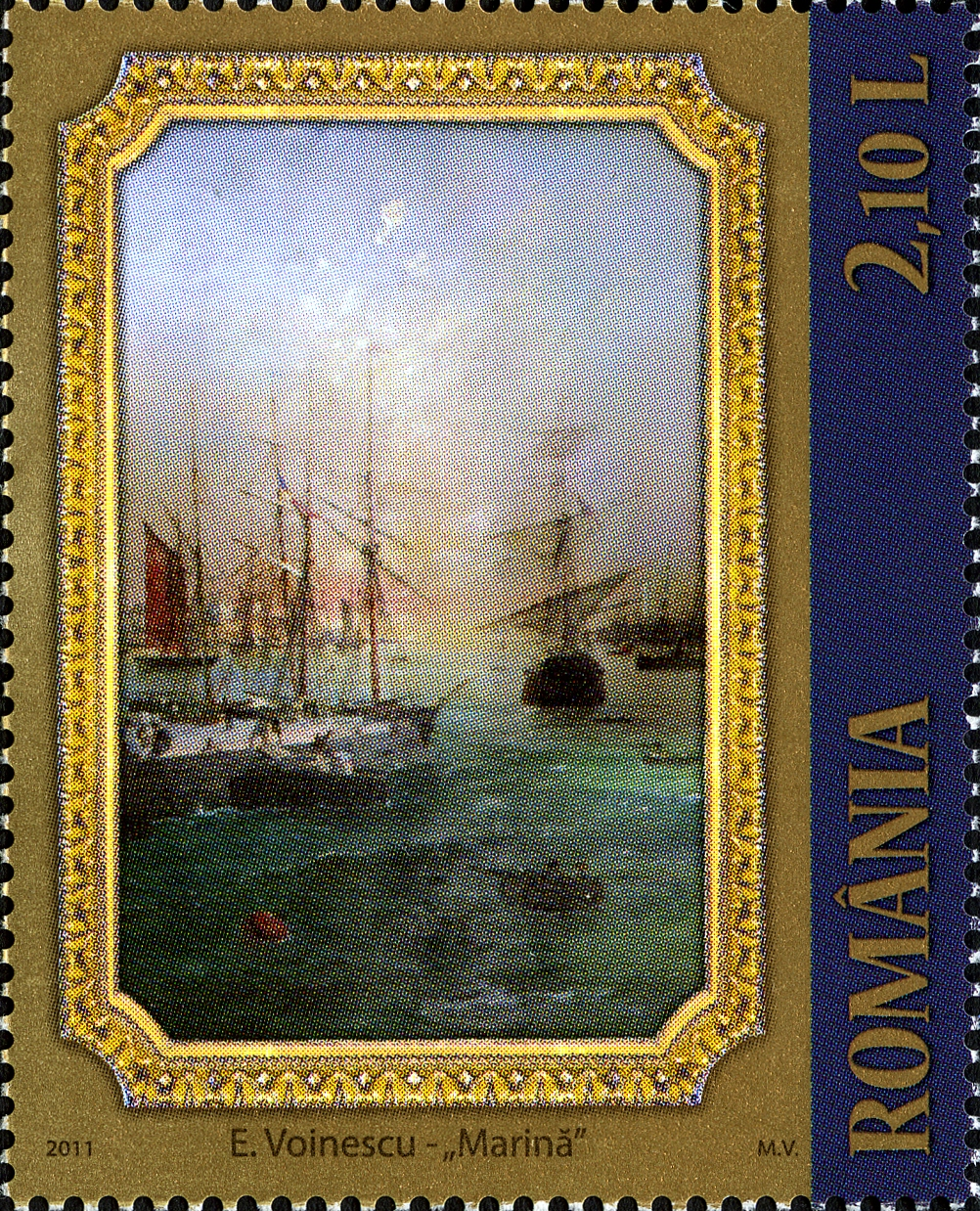

Portretul pictorului Eugeniu Voinescu. Bust în teracotă de Ștefan Ionescu-Valbudea (1890)
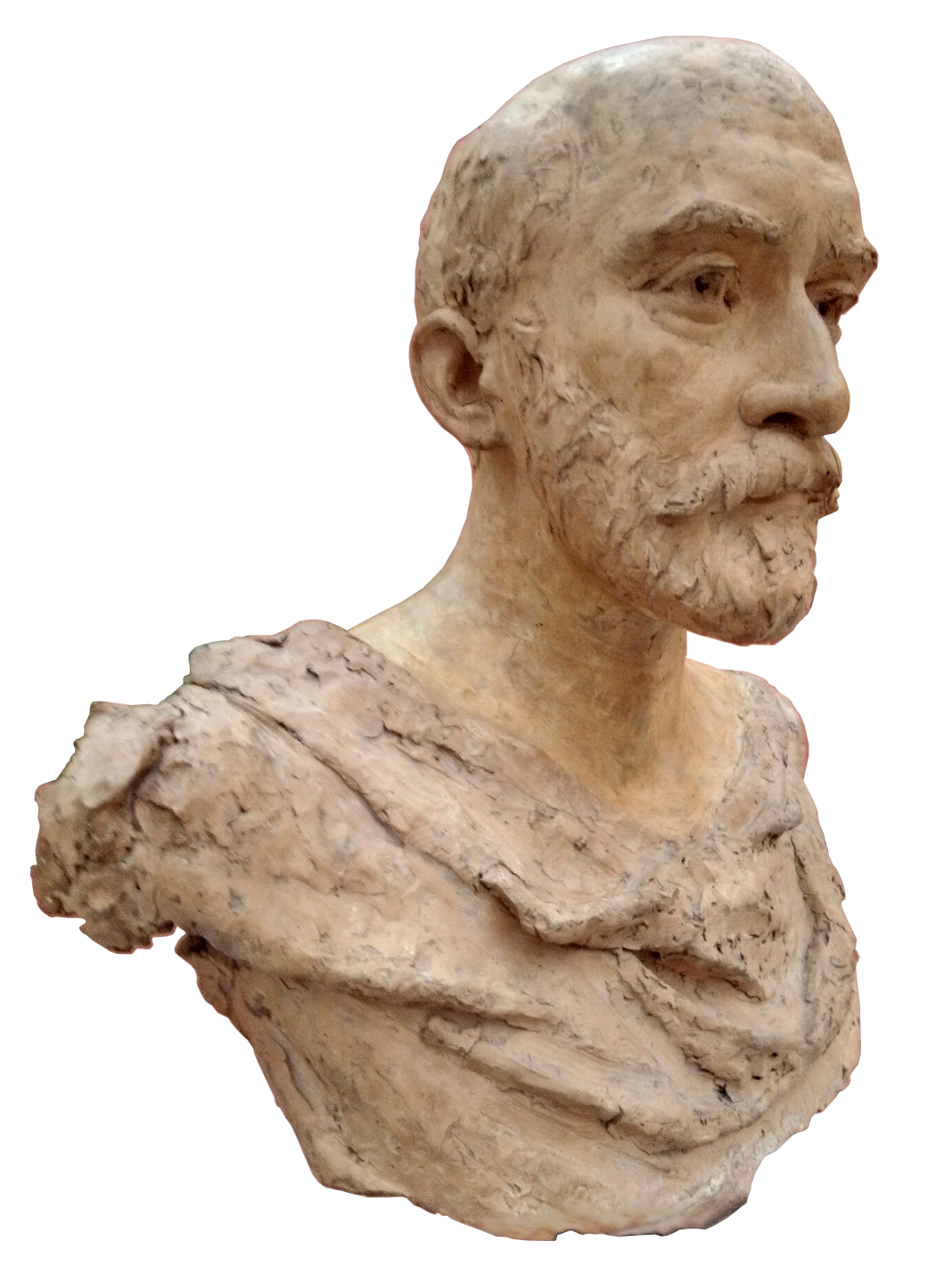
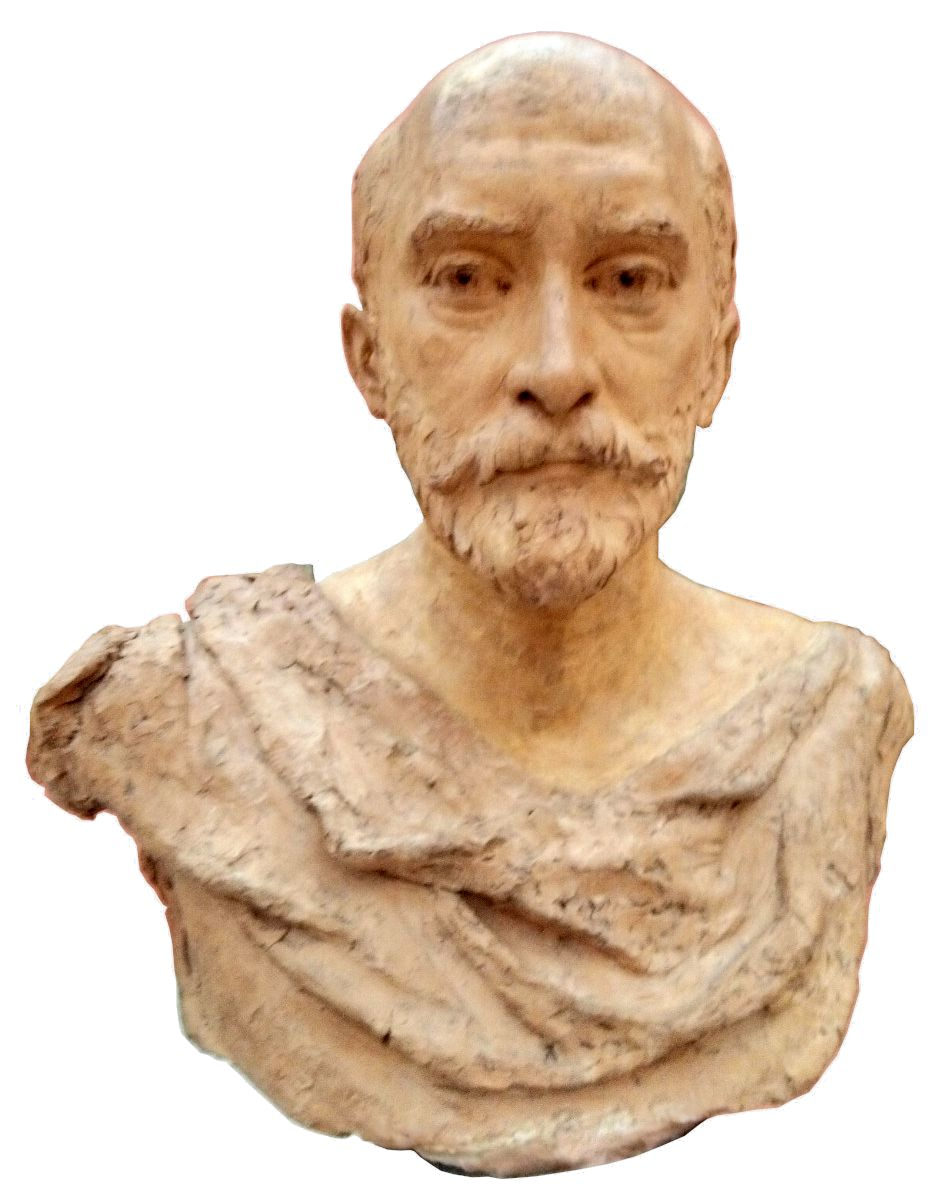
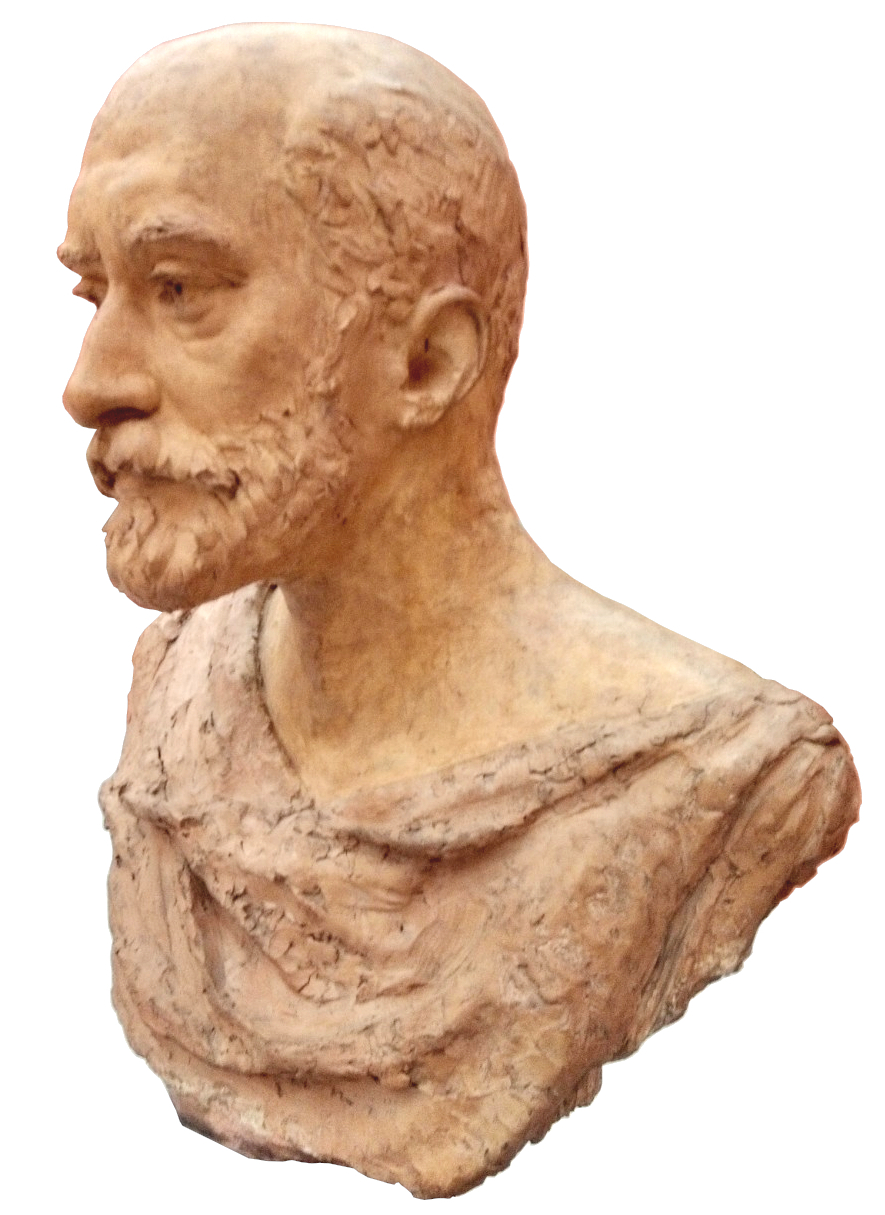